# Westfalia Rhynern
El Westfàlia Rhynern és un equip de futbol d'Alemanya que juga en la Regionalliga West, una de les lligues regionals que conformen la quarta divisió de futbol al país.

## Història
Va ser fundat l'any 1935 en el districte de Rhynern de la ciutat de Hamm de l'estat de Westfàlia amb el nom TuS Rhynern, però desapareix dos anys després per les polítiques del règim nazi.
Després de finalitzar la Segona Guerra Mundial un grup de membres d'equips formats en el període d'entreguerra decideix refundar al club amb el nom SW Rynern.
La temporada de 1997 juguen per primera vegada a escala nacional en ascendir a la Verbandsliga, i dos anys després ascendeixen a la Oberliga Westfalen, que en aquells dies era una lliga de quarta divisió, lliga en la qual es van mantenir fins al seu descens en 2002.
La temporada 2016/17 van acabar en segon lloc de la Oberliga Westfalen i aconsegueixen l'ascens a la Regionalliga West per primera vegada en la seva història.

## Palmarès
- Westfalenliga – Grup 1: 1

2010